# アーティストハウス・ピラミッド
株式会社アーティストハウス・ピラミッド（Artist-house Pyramid）は、日本の芸能プロダクションである。
1987年設立。代表取締役社長は森山幸男。ゆうせん企画（麒麟舎・アイドル歌手森下恵理が所属）から独立する形で設立した芸能プロダクションで、日本音楽事業者協会加盟プロダクションでもある。

## 概略
1985年にアイドル歌手でデビューした森下恵理（現在・シンガーソングライター Nobori Eriで活動中）をゆうせん企画で担当していた数人のスタッフが独立して設立する。設立初期にマネージメントした相川恵里はロッテのイメージガールでもあり、第一号アイドル歌手であった。また、ニック・ニューサなども当時は所属しており、演歌からアイドルまで幅広くマネージメントしていたが、現在は若手女性アイドルを主にマネージメントしている。

## 所属タレント
- 岩城滉一
- 熊田曜子
- 岡田紗佳
- ラブリ
- 池田夏希（業務提携）
- 白波瀬海来
- 野田すみれ
- 東堂とも
- 小森あきほ
- 西本ヒカル
- 高橋かの
- 藤田いろは
- 白川愛梨
- 塩見きら
- 椎菜貴妃
- 村雨芙美
- 上野りさ
- 杏実
- 平井こと
- 水湊まり花
- 玉木璃子

## かつて所属していた主なタレント
- 相川恵里
- 赤崎ティナ
- AYUMI
- 安西ひろこ
- 五十嵐なつみ
- 石川夕紀
- 泉玲菜
- 磯俣愛
- 伊藤絵理香
- 井上ケイ
- 上野未来
- 大島みづき
- 大塚寧々
- 織江静華
- 海江田純子
- 加藤明日美
- 金子理江
- 金田美香
- 可愛きょうこ
- 川田瑠南
- 神田佳菜子
- 神戸蘭子
- 北原由紀（北原由貴）
- 菊池万理江（現・ひろせまい）
- 熊切あさ美
- 小池祥絵
- 古城さとみ
- 後藤ゆきこ
- 小林さり
- 相楽のり子（現・天彩音のん）
- 佐川愛
- 桜木咲耶
- 佐藤和沙
- 佐藤由加理（元AKB48・元SDN48） - 芸映プロダクションへ移籍
- 塩地美澄
- 柴小聖
- SHIHO
- 祥子
- 新宮里奈
- 杉本莉真
- 杉山弥紀佳
- 鈴木紗理奈
- 瀬尾秋子
- 瀬織美津姫 （現・石原める）
- 千堂あきほ
- 田中めい
- 谷理沙
- CHISATO
- 富樫あずさ
- 中嶋魁（現・宮永薫）
- 中條かな子（現・緒方かな子）
- 永野芹佳（現AKB48）
- 夏川純
- 七尾カンナ
- 西中沙織
- 西村実穂
- ニック・ニューサ（同社所属タレントでは最初で最後の男性）
- 橋本侑季
- 林美佐
- 原田由美子
- 古谷香織
- 星野志穂
- 松村ときわ
- 松本ステファニー
- 三浦早苗
- 三井麻由（現・繭）
- 光宗美緒（佐伯萌子）
- 宮崎彩子
- 南ユイ
- 諸岡なみ子
- 安田美沙子
- 柳明日香
- 横山夏海
- 吉田由莉
- 米沢瑠美（元AKB48） - エムズエンタープライズへ移籍
- 和田絵莉
- 天龍源一郎（業務提携）
- 浅見善康（業務提携）
- 涼風真世（業務提携 オフィスカナメ時代）
- 薬師寺保栄（業務提携 サムデイ時代）

## かつて存在した関係者
- 小林和馬（アストラルの社長）

## 関連会社
- 有限会社麻布プロダクション(原盤・音楽出版管理)
- 株式会社ピラミッドプランニング
- 株式会社ピラミッドジュニア(新人開発)
- 株式会社スーパーピラミッド(広告事業)